# Laura Christensen
Laura Elisabeth Christensen (* 26. Januar 1984 in Østerbro, Kopenhagen) ist eine dänische Schauspielerin.

## Leben
Laura Christensen ist die Tochter des Historikers Peter Christensen. Bereits als Neunjährige debütierte sie 1994 in der von Lars von Trier produzierten und inszenierten Fernsehserie Hospital der Geister. Ohne weitere Schauspielausbildung spielte sie seitdem in Filmen wie Keine Angst vorm Fliegen, Der Kandidat und Nymphomaniac mit. Insgesamt drei Nominierungen erhielt sie seitdem auch für den dänischen Filmpreis Robert. Für ihre Darstellungen in Lad de små børn und Dig og mig wurde sie jeweils als Beste Nebendarstellerin und für ihr Spiel in Råzone als Beste Hauptdarstellerin nominiert.
Zusammen mit den Schauspielerinnen Neel Rønholt und Julie R. Ølgaard gründete sie die Theatergruppe N.i.p.s. Neben mehreren Aufführungen stand sie dazu mit beiden unter anderen in Filmproduktionen wie Råzone, Om natten, Dig og mig und auch in der Fernsehserie Kommissarin Lund – Das Verbrechen vor der Kamera.
Christensen ist seit dem Jahr 2007 mit dem Schauspieler und Dramatiker Thomas Levin verheiratet. Das Paar hat einen Sohn und eine Tochter.

## Filmografie (Auswahl)
- 1994–1997: Hospital der Geister (Riget, Fernsehserie, sieben Folgen)
- 1996: Keine Angst vorm Fliegen (Tøsepiger)
- 2001: Sommer mit Onkel Erik (Min søsters børn)
- 2003: Midsummer (Midsommer)
- 2004: Lad de små børn
- 2006: Råzone
- 2007: Om natten (Kurzfilm)
- 2007: Kommissarin Lund – Das Verbrechen (Forbrydelsen, Fernsehserie, sieben Folgen)
- 2008: Der Kandidat (Kandidaten)
- 2008: Dig og mig
- 2009: Old Boys – Alte Herren & krumme Dinger (Oldboys)
- 2013: Nymphomaniac
- 2020: The Investigation – Der Mord an Kim Wall (Efterforskningen, Serie, 6 Folgen)